# Осташек, Джон
Джон Леонард Осташек (англ. John Leonard Ostashek; 10 мая 1936, Хай-Прери, Альберта — 11 июня 2007, Эдмонтон, Альберта) — канадский предприниматель и политик, представлявший Партию Юкона. Лидер правительства Юкона в 1992—1996 и лидер оппозиции в Законодательном собрании Юкона в 1996—2000 годах.

## Биография
Родился в Хай-Прери (Альберта) в 1936 году. По окончании 11-летней школы работал в банке, но оставил эту работу, чтобы заняться частным предпринимательством. Взяв у отца взаймы 500 долларов, основал охотничье хозяйство, специализирующееся на охоте на крупную дичь, и со временем превратил его в прибыльное многомиллионное предприятие.
В 1970-е годы переехал на территорию Юкон, где также занимался организацией охоты на крупную дичь в окрестностях озера Клуэйн. Позже продал охотничье хозяйство, взамен обзаведясь небольшой фермой вблизи от озера. Одновременно занимался туристическим бизнесом, организуя воздушные экскурсии в национальном парке Клуэйн.
В политику пришёл в начале 1990-х годов, выдвинув свою кандидатуру на пост лидера Прогрессивно-консервативной партии Юкона, которую в это время возглавлял Уиллард Фелпс. После того, как в 1991 году федеральное министерство по делам индейцев утвердило передачу полутора тысяч квадратных километров территории Юкона под контроль коренной народности тетлит-гвичин, чьи основные земли располагались на Северо-Западных Территориях, Прогрессивно-консервативная партия Юкона в знак протеста была преобразована в независимую Партию Юкона. В борьбе за лидерство в новой партии Осташеку противостоял Дэн Лэнг, но за день до внутрипартийных выборов 22 ноября 1991 года он снял свою кандидатуру, и Осташек был утверждён на посту лидера как единственный кандидат.
В 1992 году Партия Юкона участвовала в территориальных выборах, обещая юконцам более компактное и ответственное правительство. В итоге её представители получили в Законодательном собрании Юкона семь мандатов, кандидаты от ранее правившей Новой демократической партии — шесть, либералы — один и ещё три депутатских места достались независимым кандидатам, ранее входившим в Прогрессивно-консервативную партию. При поддержке этих независимых депутатов Осташек сформировал правительство меньшинства. Он сразу же отказался от звания премьер-министра, которое носил возглавлявший предыдущий кабинет Тони Пеникетт, вместо этого предпочитая называться «лидером правительства». Этот шаг Осташек объяснял тем, что Юкон — территория, а не провинция, и глава её правительства не может называться премьером. В то же время он пообещал продолжить борьбу за получение Юконом статуса провинции.
Правительство Осташека оставалось у власти в Юконе до 1996 года. Несмотря на отрицательное отношение его главы к подоходному налогу, в эти годы он был поднят на территории на 11 %. В русле консервативной политики было понижение зарплат государственным служащим в период финансового кризиса вопреки протестам профсоюзов; это помогло справиться с кризисом в течение года, но нанесло урон популярности правящей партии. Значительные усилия были направлены на развитие в Юконе нефтедобычи и другой горнодобывающей промышленности, что отрицательно сказалось на экологической обстановке. Важным достижением правительства Осташека было заключение в 1993 году договора о правах самоуправления с первыми четырьмя (из 14) коренными народами Юкона. Переговоры об этих соглашениях начал ещё кабинет Пеникетта на фоне возражений консерваторов, однако окончательно их условия были сформулированы только в период правления Партии Юкона. Сам Осташек неоднократно подчёркивал, что хотел бы добиться более активного участия коренных народов в управлении не только их землями, но и всей территорией Юкон в целом.
В 1996 году Партия Юкона проиграла выборы, но сам Осташек сохранил место в Законодательном собрании и оставался лидером официальной оппозиции ещё четыре года. Он потерял депутатское кресло в 2000 году, когда кандидаты от Либеральной партии победили на выборах во всех округах столицы Юкона, включая округ Северный Порт-Крик, который представлял Осташек. После этого он подал в отставку с поста лидера Партии Юкона и покинул политику.
В 2004 году у Осташека была диагностирована множественная миелома — редкое раковое заболевание, поражающее лейкоциты. Ему была сделана пересадка трансплантация гемопоэтических стволовых клеток в Альберте, но в июне 2007 года после продолжительной болезни он в возрасте 71 года скончался в больнице в Эдмонтоне, оставив после себя жену Кэрол Петтигрю, четырёх детей и 12 внуков.